# Lukas Spielhausen
Lukas Spielhausen es un retrato de 1532 del artista alemán Lucas Cranach el Viejo. Realizado al óleo y oro sobre madera de haya, la pintura se encuentra en la colección del Museo Metropolitano de Arte de Nueva York.
El retratado puede ser identificado como Lukas Spielhausen por el jubón a rayas negras y ocres de un miembro del tribunal electoral de Sajonia y las iniciales LS en su anillo de sello. En 1531 Spielhausen era abogado en la curia judicial del estado bajo Juan el Constante y tenía aproximadamente treinta y nueve años cuando tuvo lugar la sesión de posado. 
El trabajo se exhibe en la galería del Museo Metropolitano 643.